# Dolní Červená Voda
Dolní Červená Voda (niem. Nieder Rothwasser, Nieder-Rothwasser, Niederrothwasser) – osada, część gminnej wsi Stará Červená Voda, położona w kraju ołomunieckim, w powiecie Jesionik, w Czechach.